# Amy Aquino
Amy Aquino McCoy (Teaneck, 1957. március 20. –) amerikai színésznő.
Legismertebb alakítása Grace Billets a Harry Bosch – A nyomozó című sorozatban. A Brooklyn híd című sorozatban is szerepelt.

## Fiatalkora
1957. március 20-án született Teaneckben. 1980-as évek végétől szüleivel, Adele és Salvatore Aquinoval Carolina Beachen éltek, és a közeli Wilmingtonban forgatott produkciókban játszott kis- és statisztaszerepeket. A Harvard Egyetemen biológia szakon végzett. Az utolsó évben rájött, hogy több időt tölt színészkedéssel, mint tanulással, ezért elutazott New Yorkba, hogy színjátszó órákat vegyen, miközben egy ügyvédi irodában dolgozott. Három évig maradt ott anélkül, hogy színészi munkát kapott volna, majd Minneapolisba utazott, ahol megszerezte első szerepeit. 1986-ban beiratkozott a Yale Egyetem színművészeti szakára.

## Pályafutása
1995 és 1996 között a Kisvárosi rejtélyek című sorozatban tűnt fel. 2002 és 2005 között a Szeretünk Raymond című sorozatban szerepelt. 2013 és 2014 között a Being Human – Emberbőrben című sorozatban volt mellékszereplő. 2015-ben A Lazarus-hatás című filmben alakította Dalley karakterét. 2014 és 2021 között a Harry Bosch – A nyomozó című sorozatban volt főszereplő.

## Magánélete
Kaliforniába költözése után találkozott Drew McCoyjal. 1995-ben összeházasodtak a Saint Malachy római katolikus templomban.

## Filmográfia

### Filmek
| Év   | Magyar cím               | Eredeti cím           | Szerep               | Magyar hang      |
| ---- | ------------------------ | --------------------- | -------------------- | ---------------- |
| 1987 | Holdkórosok              | Moonstruck            | Bonnie               |                  |
| 1988 | Dolgozó lány             | Working Girl          | Alice Baxter         | Simorjay Emese   |
| 1992 | Alan és Naomi            | Alan & Naomi          | Ruth Silverman       |                  |
| 1995 | Bárhol, bármit, bármikor | Boys on the Side      | Anna                 | Báthory Orsolya  |
| 2002 | Vitathatatlan            | Undisputed            | Darlene Early        |                  |
| 2002 | Fehér leander            | White Oleander        | Miss Martinez        | Bessenyei Emma   |
| 2003 | Nemzetbiztonság Bt.      | National Security     | Polgármester asszony | Antal Olga       |
| 2003 | Az éneklő detektív       | The Singing Detective | Nozhki nővér         |                  |
| 2004 | Jó társaság              | In Good Company       | Alicia               | Virághalmy Judit |
| 2004 |                          | Woman Thou Art Loosed | Miss Rodgers         |                  |
| 2005 | Szerelem sokadik látásra | A Lot Like Love       | Diane Martin         | Borbás Gabi      |
| 2009 | Alvajáró                 | In My Sleep           | Curwen               |                  |
| 2013 |                          | In Security           | Lena anyja           |                  |
| 2016 | A Lazarus-hatás          | The Lazarus Effect    | Dalley               | Andresz Kati     |
| 2016 |                          | Hacked                | Mushira              |                  |
| 2017 |                          | Sensum                | Dr. Rita Montal      |                  |
| 2018 | Csodálatos fiú           | Beautiful Boy         | Annie Goldblum       |                  |
| 2022 |                          | The Grotto            | Arnel Platte         |                  |
| 2022 |                          | Minutemen             | Központi parancsnok  |                  |
| 2024 | Kettes számú esküdt      | Juror No. 2           | Thelma Hollub bírónő | Vándor Éva       |

### Televíziós szerepek
| Év         | Magyar cím                         | Eredeti cím                       | Szerep                       | Megjegyzések                          |
| ---------- | ---------------------------------- | --------------------------------- | ---------------------------- | ------------------------------------- |
| 1987       |                                    | Easy Street                       | Angelica Debenedetto         | 2 epizód                              |
| 1987       |                                    | Hooperman                         | Shuman ügyvéd                | 1 epizód                              |
| 1989       |                                    | One of the Boys                   | Bernice DeSalvo              | főszereplő                            |
| 1990       | Esküdt ellenségek                  | Law & Order                       | Erica Sothlmeyer             | 1 epizód                              |
| 1990       | Bosszúálló angyal                  | Descending Angel                  | Catherine                    | tévéfilm                              |
| 1991       |                                    | The Last to Go                    | Ginny                        | tévéfilm                              |
| 1991       |                                    | False Arrest                      | Cathy Fox                    | 2 epizód                              |
| 1991       |                                    | Davis Rules                       | Mrs. Chavez                  | 1 epizód                              |
| 1991       |                                    | Roseanne                          | Linda Wagner                 | 1 epizód                              |
| 1991–1993  | Brooklyn híd                       | Brooklyn Bridge                   | Phyllis Berger Silver        | főszereplő magyar hangja Andresz Kati |
| 1992       | Élettörténetek                     | Lifestories: Families in Crisis   | Carol Dipaolo                | 1 epizód                              |
| 1993       |                                    | Murphy Brown                      | Julianna                     | 1 epizód                              |
| 1993       |                                    | Sisters                           | Iris                         | 1 epizód                              |
| 1993       |                                    | A Place to Be Loved               | Debby Hunter                 | tévéfilm                              |
| 1993       |                                    | Jack Reed: Badge of Honor         | Sharon Hilliard              | tévéfilm                              |
| 1994       | Elárult bizalom                    | Betrayal of Trust                 | Jeannie Wilcox               | tévéfilm                              |
| 1994       | Danielle Steel: Egyszer az életben | Once in a Lifetime                | Barbara Jarvis               | tévéfilm magyar hangja Andresz Kati   |
| 1995       | Közel a gyilkoshoz                 | My Brother's Keeper               | Terry                        | tévéfilm                              |
| 1995–1996  |                                    | Madman of the People              | Sasha Danziger               | főszereplő                            |
| 1995–1996  | Kisvárosi rejtélyek                | Picket Fences                     | Dr. Joanna "Joey" Diamond    | mellékszereplő                        |
| 1995–2000  | Vészhelyzet                        | ER                                | Dr. Janet Coburn             | mellékszereplő                        |
| 1996       |                                    | The Larry Sanders Show            | Marcy Klein                  | 1 epizód                              |
| 1997       |                                    | Hiller and Diller                 | Mrs. Gregg                   | 1 epizód                              |
| 1997       |                                    | Michael Hayes                     | Stephanie Lofton             | 1 epizód                              |
| 1997       | Ally McBeal                        | Ally McBeal                       | Dr. Harper                   | 1 epizód                              |
| 1998       |                                    | Becker                            | Bev                          | 1 epizód                              |
| 1999       |                                    | Zoe, Duncan, Jack and Jane        | Mrs. Milch                   | 3 epizód                              |
| 1999       | Hetedik mennyország                | 7th Heaven                        | Ms. Williams                 | 1 epizód                              |
| 1999–2000  | Amynek ítélve                      | Judging Amy                       | Greta Anastassio bírónő      | 3 epizód                              |
| 1999–2000  | Tiszta Hollywood                   | Action                            | Connie Hunt                  | 2 epizód magyar hangja Makay Andrea   |
| 2000       | Az elnök emberei                   | The West Wing                     | Rebecca Reeseman             | 1 epizód                              |
| 2000       | Különcök és stréberek              | Freaks and Geeks                  | Mrs. Schweiber               | 2 epizód                              |
| 2000       | New York rendőrei                  | NYPD Blue                         | Annabelle Cito               | 1 epizód                              |
| 2000       |                                    | Time of Your Life                 | Mrs. Liebowitz               | 1 epizód                              |
| 2000       |                                    | That's Life                       | Bernadette                   | 1 epizód                              |
| 2000–2002  |                                    | Felicity                          | Dr. Toni Pavone              | mellékszereplő                        |
| 2001       |                                    | Gideon's Crossing                 | Dr. Katie Fieldstone         | 1 epizód                              |
| 2001       |                                    | Citizen Baines                    | Martina Isaacs               | 1 epizód                              |
| 2001–2004  | Bostoni halottkémek                | Crossing Jordan                   | Lois Carver nyomozó          | 8 epizód magyar hangja Orosz Anna     |
| 2001, 2003 | Félig üres                         | Curb Your Enthusiasm              | Susan Braudy                 | 2 epizód                              |
| 2002       | Alias                              | Alias                             | Virginia Kerr                | 1 epizód                              |
| 2002–2005  | Szeretünk Raymond                  | Everybody Loves Raymond           | Peggy Ardolino               | 4 epizód                              |
| 2003       | Ügyvédek                           | The Practice                      | Moreno ügyvédnő              | 1 epizód                              |
| 2004       | Mrs. Klinika                       | Strong Medicine                   | Willa James                  | 1 epizód                              |
| 2005       | Nancy ül a fűben                   | Weeds                             | Iskolapszichológus           | 1 epizód                              |
| 2005       | CSI: New York-i helyszínelők       | CSI: NY                           | Diane Lipstone               | 1 epizód                              |
| 2005       |                                    | Just Legal                        | Sarah Abrahams bírónő        | 1 epizód                              |
| 2005, 2009 | Monk – A flúgos nyomozó            | Monk                              | Mrs. Bowen, Rhonda           | 2 epizód                              |
| 2006       | Szellemekkel suttogó               | Ghost Whisperer                   | Georgina                     | 1 epizód                              |
| 2006       |                                    | Heist                             | Kapitány                     | 3 epizód                              |
| 2006, 2008 | CSI: A helyszínelők                | CSI: Crime Scene Investigation    | Valerie Nichols              | 2 epizód                              |
| 2007       | Született feleségek                | Desperate Housewives              | Erika Gold                   | 1 epizód                              |
| 2007       | Boston Legal – Jogi játszmák       | Boston Legal                      | Phyllis Tamber bírónő        | 1 epizód                              |
| 2007       | Shark – Törvényszéki ragadozó      | Shark                             | Grant bírónő                 | 1 epizód                              |
| 2008       |                                    | Head Case                         | Lorraine Finkelstein         | 1 epizód                              |
| 2008       | A főnök                            | The Closer                        | Laura Mayhan                 | 1 epizód                              |
| 2008       |                                    | Twenty Good Years                 | Lois                         | 1 epizód                              |
| 2008       | A Grace klinika                    | Grey's Anatomy                    | Marianne Grandy              | 1 epizód                              |
| 2009       | A szökés                           | Prison Break                      | Alice Simmsis börtönigazgató | 2 epizód                              |
| 2009–2010  | Testvérek                          | Brothers & Sisters                | Dr. Joan Avadon              | 5 epizód                              |
| 2010       | Doktor Addison                     | Private Practice                  | Claire                       | 1 epizód                              |
| 2010       | Hármastársak                       | Big Love                          | Leslie Usher                 | 1 epizód                              |
| 2010       | Castle                             | Castle                            | Janine Marks                 | 1 epizód                              |
| 2010       |                                    | Deal O'Neal                       | Marie O'Neal                 | tévéfilm                              |
| 2011       |                                    | Harry's Law                       | Marylin Coulis               | 5 epizód                              |
| 2012       | Csont nélkül                       | The Finder                        | Cristina Farrel              | 4 epizód                              |
| 2012       |                                    | The Whole Truth                   | bírónő                       | 2 epizód                              |
| 2013       | A mentalista                       | The Mentalist                     | Patricia Davis bírónő        | 2 epizód                              |
| 2013       | Glee – Sztárok leszünk!            | Glee                              | producer                     | 1 epizód                              |
| 2013–2014  | Being Human – Emberbőrben          | Being Human                       | Donna Gilchrist              | mellékszereplő                        |
| 2014       | Briliáns elmék                     | Suits                             | bírónő                       | 1 epizód                              |
| 2014–2021  | Harry Bosch – A nyomozó            | Bosch                             | Grace Billets hadnagy        | főszereplő magyar hangja Andresz Kati |
| 2020       | Grace és Frankie                   | Grace and Frankie                 | Dana Marino                  | 1 epizód                              |
| 2020–2021  | Diane védelmében                   | The Good Fight                    | Stella Corben                | 2 epizód                              |
| 2021       | A Sólyom és a Tél Katonája         | The Falcon and the Winter Soldier | Dr. Christina Raynor         | 3 epizód magyar hangja Szirtes Ági    |
| 2023       |                                    | The Irrational                    | CJ                           | 1 epizód                              |